# طارق عزيز بريسم
طارق عزيز هو لاعب كرة قدم عراقي سابق من مواليد 1 يوليو 1945 وتوفي في 24 مايو 2014، كان لاعب مهاجم كرة قدم ، حيث لعب لصالح المنتخب العراق بين عامي 1967 و1971. ولعب أيضاً لنادي الشرطة.
توفي طارق عزيز بريسم بتاريخ 24 مايو 2014، عن عمر ناهز 68 عامًا.

## إحصائيات المهنة

### الأهداف الدولية
تظهر قائمة الأهداف والنتائج للعراق أولاً.
| #  | تاريخ          | مكان    | الخصم | أهداف | نتيجة | مسابقة               |
| -- | -------------- | ------- | ----- | ----- | ----- | -------------------- |
| 1. | 19 سبتمبر 1971 | إسطنبول | لبنان | 2-0   | 2-1   | تصفيات أولمبياد 1972 |

## اطلع ايضاً
- طارق محمد صالح